# Ouragan Nana (2020)
Pour les articles homonymes, voir Cyclone tropical Nana.
L’ouragan Nana est le seizième système tropical, la quatorzième tempête tropicale nommée et le cinquième ouragan de la saison 2020 dans le bassin atlantique. Née d'une onde tropicale au milieu de l'océan Atlantique tropical le 27 août, elle a traversé sous cette forme dans la mer des Caraïbes le 30 août avant de devenir une tempête tropicale le 1er septembre au sud de la Jamaïque. Ce baptême en fait le plus hâtif quatorzième cyclone tropical nommée durant une saison atlantique, surpassant le record de l'ouragan Nate en 2005 par 4 jours.
Par la suite, le système s'est dirigé vers la golfe du Honduras qu'il a traversé et est devenu un ouragan de catégorie 1 juste avant le toucher la côte du Belize très tôt le 3 septembre. Après être entré sur terre, la friction l'a rapidement affaibli à tempête puis dépression tropicale en traversant le Belize et le Guatemala pour finir comme une dépression résiduelle sur le sud du Mexique (Chiapas) le 4 septembre. Celle-ci a servi à former la tempête tropicale Julio une fois rendue dans l'océan Pacifique. Ses pluies ont causé des inondations, alors que ses vents ont coupé le courant et endommagés certaines infrastructures le long de son trajet.

## Évolution météorologique

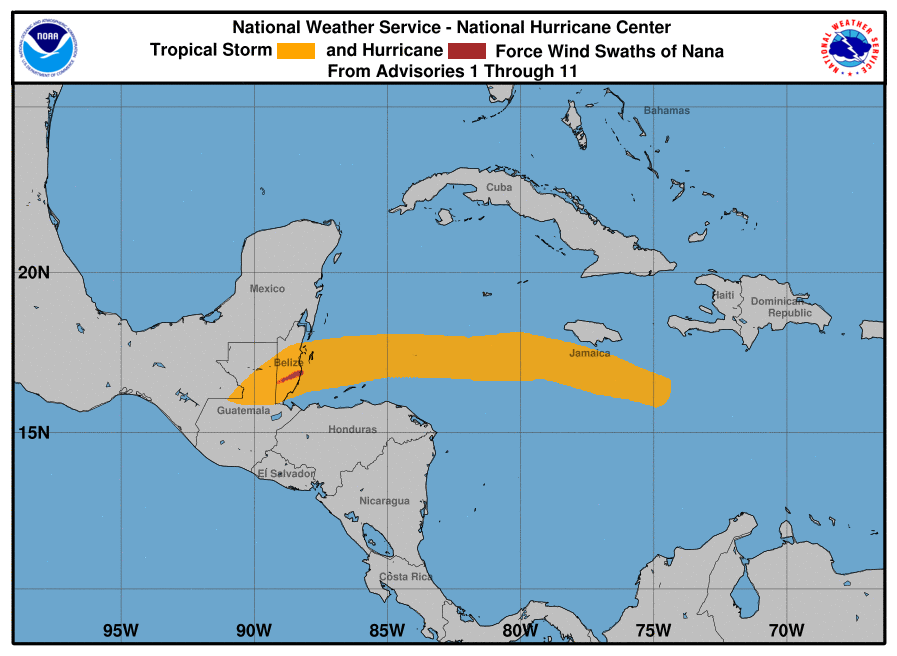
Corridor de vents de vents avec l'ouragan Nana (2020) : orange pour veent de tempête et rouge pour ceux d'ouragan.

Le NHC a commencé à suivre une onde tropicale à mi-chemin entre le Cap-Vert et les Petites Antilles le 27 août. Celle-ci a traversé les îles du Vent tôt le 30 août puis suivi les îles Sous-le-Vent, y donnant de fortes averses ou orages et des vents vifs. Le 1er septembre au matin, il n'y avait toujours pas de circulation fermée en surface mais la zone orageuse était rendue au sud de la Jamaïque et des navires rapportaient des vents de force de tempête dans son quadrant nord.
À 15 h UTC le même jour, le NHC a émis son premier avis pour le cyclone tropical potentiel Seize, à la suite du rapport d'un avion de reconnaissance, alors que le système était situé à 225 km au sud-sud-ouest de Kingston (Jamaïque). Une veille de tempête tropicale fut émise pour le nord du Honduras, pour les Islas de la Bahía et l'île de Roatán. Le NHC lui attribuait alors une probabilité de développement de 90% sur 48 heures.
Un peu plus d'une heure après sa désignation comme cyclone tropical potentiel, le système est devenu une tempête tropicale et s'est vu attribuer le nom Nana à la suite d'un autre rapport provenant d'un avion de reconnaissance, alors qu'il était situé à 195 km de Kingston. À 17 h UTC, la veille de tempête tropicale fut allongée à la côte du Belize, depuis Punta Barrios, ainsi qu'à la côte du Guatemala jusqu'à Chetumal, Mexique.
Au matin du 2 septembre, Nana est entrée dans le golfe du Honduras, passant à 335 km à l'est-nord-est de Limón (Honduras). La couverture nuageuse centrale dense était devenue un peu mieux défini et le sommet de nuages atteignait à −80 °C ou plus froids. Bien que du cisaillement des vents en altitude dans son quadrant nord pouvait limiter son intensification, l'environnement était toujours propice à celle-ci. À 18 h UTC, la tempête était en train de se diriger au nord des îles de la Baie et les veilles avaient été rehaussées à des avertissements de tempête tropicale, et même d'ouragan, pour toute la côte du golfe en plus d'être allongées à la côte sud-ouest de la péninsule du Yucatán.
À 0 h UTC le 3 septembre, Nana est passé à 80 km au nord de l'île de Roatán sans changement dans son intensité et en direction ouest à 24 km/h. À 3 h UTC, le NHC a rehaussé le système au niveau d'ouragan de catégorie 1 à la suite d'un rapport in situ, alors qu'elle était à 95 km au sud-est de Belize City. Vers 6 h UTC, Le système a touché la côte du Belize, entre Dangriga et Placencia, district de Stann Creek, avant d'être rétrogradé à tempête tropicale en entrant dans les terres.
Nana a ensuite traversé le nord du Guatemala et en atteignant la frontière du Chiapas au Mexique, elle est retombée à dépression tropicale à 21 h UTC. Poursuivant son chemin, elle est devenue une dépression résiduelle d'altitude à 3 h UTC le 4 septembre, à 195 km au nord-ouest de Guatemala City. Elle est ensuite sortie dans le golfe de Tehuantepec et, grâce à des conditions favorable, celle-ci est devenue la tempête tropicale Julio 36 heures plus tard dans l'océan Pacifique, au large de la côte mexicaine.

## Impact

### Antilles

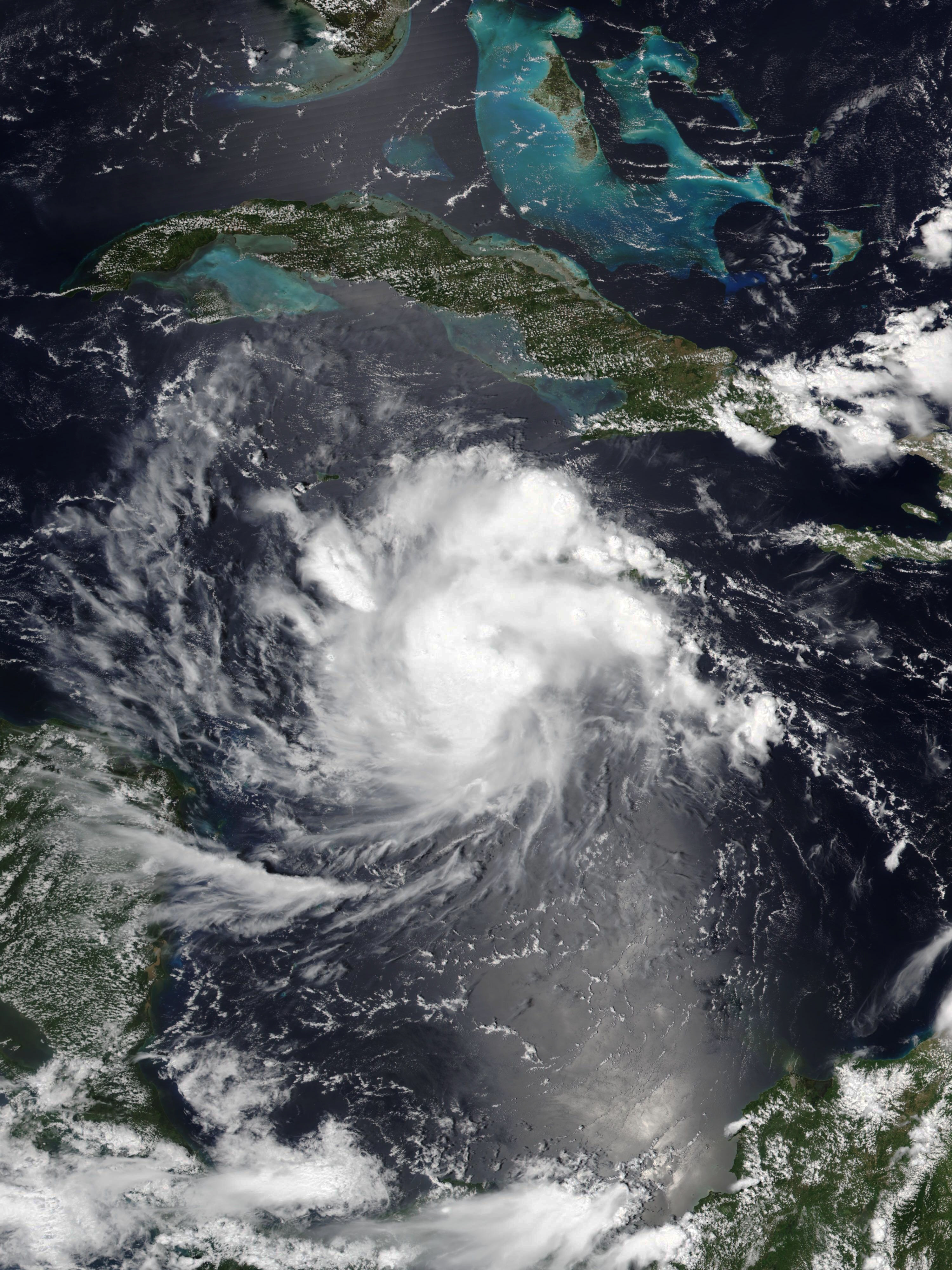
La tempête tropicale Nana au sud de la Jamaïque le 1 septembre.

Les 29 et 30 août, les services météorologiques de la Barbade et de la Dominique ont émis des veilles de crue soudaine pour leurs pays respectifs en prévision en prévision de l'onde tropicale,. Météo-France a fait de même pour les résidents de la Martinique pour de fortes pluies et des vents le 30.
Les averses et orages associés au passage de l'onde tropicale sur les Petites Antilles a laissé jusqu'à 110 mm de pluie à Grand'Rivière et des rafales jusqu'à 84 km/h) à Fonds-Saint-Denis à la Martinique. Environ 5 600 clients ont perdu de l'électricité à Le François, le Vert-Pré, La Trinité, Tartane et L'Ajoupa-Bouillon et Électricité de France (EDF) a déployé des équipes de monteurs peu près le passage de la tempête.
Le sud de la Guadeloupe ont connu de fortes pluies alors que Goyave a enregistré une accumulation en 12 heures de 96 mm. Les îles des Saintes voisines ont enregistré 80 mm de pluie. À Sainte-Lucie, la turbidité et l'augmentation des boues à la suite des fortes pluies ont forcé la fermeture temporaire de l'usine de traitement des eaux de Theobalds ce qui a coupé l'approvisionnement en eau aux résidents dans les parties du nord du pays.
La tempête tropicale Nana a produit de fortes pluies en Jamaïque lors de son passage au sud de l'île le 1er septembre.

### Belize
En préparation pour Nana, les résidents du Belize avaient fait leurs emplettes de denrées et d'achats divers pour sécuriser leurs habitations, formant de longue files d'attente malgré la pandémie de Covid-19 en cours. Nana avait un petit diamètre et les vents de force ouragan s'étendaient seulement jusqu'à 20 km du centre et ceux de force tempête tropicale jusqu'à 110 km. Une station sur une île près du point d'impact a signalé des vents de 98 km/h.
Des rapports préliminaires du sud du pays ont indiqué que des centaines d'acres de bananiers, bananes sucrées et plantin, ont été perdus à cause de la tempête. Les pertes furent estimées à plus de 20 millions de dollars. Les vents et des pluies ont aussi provoqué des chutes d’arbres et des coupures d’électricité, selon le Service national de météorologie. Les autorités n'ont pas signalé de blessés alors que 4 000 personnes, principalement dans le sud du pays, avaient été évacué dans des abris gouvernementaux.

### Honduras, Guatemala et Mexique
Les pluies de Nana ont provoqué des crues soudaines à Coxen Hole sur l’île de Roatán (Honduras).
Le Guatemala a signalé de fortes pluies, en particulier le long de sa frontière avec le Mexique. La Coordination pour la prévention des catastrophes (Conred) n'a mentionné que des chutes d’arbres et l’effondrement de toitures dans le nord-est du pays mais les autorités s’inquiétaient des fortes précipitations sur des sols déjà saturés ce qui pourrait provoquer glissements de terrain. Aucun décès n'a été signalé et personne n'avait été évacué en raison de la tempête au Guatemala.
Au Mexique, le principal impact de Nana fut les fortes pluies, avec un maximum de 200 mm, le long de sa trajectoire à la frontière avec le Belize et le Guatemala.